# Pontonski most
Pontonski most, poznan tudi kot plavajoči most, je oblika mostu, ki je sestavljen iz plavajočih delov, povezanih med seboj ter s pomočjo plošč ali desk prirejen za promet ljudi in vozil. Vzgon nosilcev omejuje največjo obremenitev, ki jo lahko nosijo. 
Večina pontonskih mostov je začasnih in se uporabljajo v vojnah in civilnih nesrečah.
Pontonski mostovi se uporabljajo že od davnih časov in so bili v zgodovini zelo koristni v številnih bitkah, med njimi bitka za Garigliano, bitka pri Oudenardeju, prečkanju Rena med drugo svetovno vojno, med iransko-iraško vojno in v mnogih drugih.

## Zasnova
Ime izvira iz latinske besede ponto, ki pomeni brod ali prevoz čez reko. Sestavlja ga poljubno število pontonov (plavajočih delov), ki so med seboj povezani, zasidrani v dno ter privezani na breg. V preteklosti so v ta namen uporabili kar čolne, kasneje pa posebej v ta namen izdelane votle zaboje. Pri izdelavi je namreč treba paziti na nosilnost takega mostu, ki je samo tolikšna, kot je skupna plovnost na določenem odseku mostu.
Pri načrtovanju pontonskega mosta mora gradbeni inženir upoštevati Arhimedov zakon: vsak ponton lahko podpira obremenitev, ki je enaka masi vode, ki jo izpodrine. Ta obremenitev vključuje maso mostu in samega pontona. Če je presežena največja obremenitev odseka mostu, se eden ali več pontonov potopi. Fleksibilne povezave morajo omogočiti, da se en del mosta giba bolj močno kot drugi deli. Cesta čez pontone mora biti razmeroma lahka, da ne bi omejila nosilnosti pontonov.
Priključitev mostu na obalo zahteva oblikovanje pristopov, ki niso preveč strmi, zaščito brežin pred erozijo in omogočajo premike mostu med nihanjem gladine vode.
Plavajoči mostovi so bili zgodovinsko zasnovani z uporabo lesa. Pontone so oblikovani tako, da so preprosto zapletli več sodov skupaj z lesenimi splavi ali uporabili čolne. Vsak odsek mostu je sestavljen iz enega ali več pontonov, ki so jih premaknili na položaj in nato zasidrali pod vodo ali na kopnem. Pontoni so bili povezani z uporabo lesenih nosilcev. Te so pokrili z vrsto navzkrižnih desk, ki so oblikovale površino ceste, nosilci pa so bili zavarovani z bočnimi zaščitnimi tramovi.
Plavajoči most se lahko gradi iz več odsekov, ki se začnejo od zasidrane točke na obali. Sodobni pontonski mostovi običajno uporabljajo vnaprej izdelane plavajoče strukture.
Večina pontonskih mostov je namenjenih za začasno uporabo, vendar lahko mostovi čez vodna telesa s stalnim vodnim nivojem ostanejo na mestu dlje. Most v Hobartu, dolg pontonski most, zgrajen leta 1943 v Hobartu na Tasmaniji, je bil zamenjan šele po 21 letih.  Četrti most Galata, ki se razteza čez Zlati rog v Carigradu v Turčiji, je bil zgrajen leta 1912 in je deloval 80 let.
Začasni in lahki pontonski most se hitro poškodujejo. Ko je prekoračena meja obremenitve mostu, se lahko poruši ali ga preplavi. Most se lahko inducira, da se zavije ali oscilira na nevaren način zaradi nabreklosti, nevihte, poplave ali hitro premikajoče se obremenitve. Ledeni ali plavajoči predmeti se lahko kopičijo na pontonu, povečujejo pretok rečnega toka in potencialno poškodujejo most.

## Zgodovina uporabe

### Antična Kitajska
V starodavni Kitajski iz obdobja dinastije Zhou je tekst Shijing (Knjiga pesmi) v katerem piše, da je kralj Wen iz Zhoua prvič ustvaril pontonski most v 11. stoletju pred našim štetjem. Vendar je zgodovinar Joseph Needham poudaril, da je bil v vseh verjetnih scenarijih začasni pontonski most izumljen v 9. ali 8. stoletju pred našim štetjem na Kitajskem, saj je bil ta del morda poznejši dodatek h knjigi (glede na to, kako je bila knjiga urejena do dinastije Han, 202 pr. n. št. do 220 n. št.). Čeprav so na Kitajskem že poznali začasne pontonske mostove, je bil prvi varni in stalni (in povezan z železnimi verigami) znan najprej v času dinastije Čin (221—207 pr. n. št.). V kasnejši dinastija Song (960—1279), je kitajski državnik Cao Cheng tudi pisal o zgodnjih pontonskih mostovih na Kitajskem. }}
V času vzhodne dinastije Hanove (25—220 n. št.) so Kitajci ustvarili zelo velik pontonski most, ki je prečkal širino Rumene reke. Obstaja tudi upor Gongsun Shu leta 33, ko je bil velik velik pontonski most z utrjenimi mesti zgrajen čez reko Jangce, v katerega so se zaleteli z ladjo z ovnom pripadniki uradnih sil Han, pod vodstvom komandanta Cen Penga. V času pozne vzhodne Han znotraj Treh kraljestev, med bitko pri Chibiju leta 208, je predsednik vlade Cao Cao, večino svoje flote povezal skupaj z železnimi verigami, kar se je izkazalo kot usodna napaka, ko je bil z njim onemogočen ognjeni napad flote Sun Quana.
Vojske cesarja Taizuja Song so velik pontonski most zgradili čez reko Jangce leta 974, da bi zagotovili vodo med osvajanjem dinastije Song južnega Tang.
22. oktobra 1420 je bil Ghiyasu'd-Din Naqqah, uradni pisar ambasade, ki ga je poslal vladar Timuridov iz Perzije, Mirza Šahruh (vladal 1404-1447), k dinastiji Ming med vlado cesarja Yongle (vladal 1402-1424), zapisal svoj pogled in potoval po velikem plavajočem pontonskem mostu v Lanžuju (zgrajen leta 1372), ko je ta dan prečkal Rumeno reko. }}

### Grško-rimsko obdobje
Grški pisatelj Herodot v svoji Zgodovini opisuje več pontonskih mostov. Za cesarja Dareja I. Velikega (522-485 pr. n. št.) je Grk Mandrocles iz Samosa nekoč zgradil pontonski most, ki se je raztezal čez Bospor in povezal Azijo z Evropo, tako da je Darej lahko preganjal pobegle Skite in premaknil svojo vojsko na Balkan, da bi premagal Makedonce. Drugi spektakularni pontonski mostovi so bili Kserksovi pontonski mostovi čez Helespont, ko je Kserks I. leta 480 pr. n. št. prenesel svojo ogromno vojsko v Evropo. 
V Johna Haleaja Lord of the Sea, da bi proslavili začetek Sicilijanske ekspedicije (415 - 413 pr. m. št.), je atenski general Nikij plačal graditeljem, da so izdelali izjemen pontonski most, sestavljen iz pozlačenih in tapiseriranih ladij za festival, ki je pritegnil Atence in Jonce preko morja do svetišča Apolona na Delosu. Ob priložnostih, ko je bil Nikij sponzor, so mladi Atenci paradirali čez čolne, peli, ko so hodili, da bi se od armade spektakularno poslovili. 
Cesar Kaligula je rekel, da je jahal konja po pontonskem mostu, ki se je raztezal 2 milji med Bajem in Puteolijem, medtem ko je nosil orožje Aleksandra Velikega, da bi se izmuznil napovedani usodi, ki je trdila, da »ni več možnosti, da postane cesar ko jaha konja čez zaliv Baiae«. Kaligulova gradnja mostu je stala veliko denarja in dodala, da ni prispevala k njegovemu vladanju.

### Srednji vek
V srednjem veku so se za pontone uporabljali običajni čolni, ki so jih med pohodi povezali med seboj, če niso imeli sredstev za gradnjo trajnih mostov.  Hunska vojska je med obleganjem Naissusa leta 442 zgradila most čez Nišavo, da bi v območje mesta pripeljala velike oblegovalne stolpe. Sasanidske sile so prešle Evfrat na hitro zgrajenem pontonskem mostu med obleganjem Kallinikosa leta 542. Ostrogotsko kraljestvo je zgradilo utrjen most čez Tibero med obleganjem Rima leta 545, da bi blokirali sile bizantinskega generala Belizarja v mestu Sile avarskega kaganata so prisilile bizantinske inženirje zgraditi dva pontonska mostova čez Savo med obleganjem Sirmiuma leta 580, da bi popolnoma obkrožili mesto s svojimi enotami in obleganjem.
Cesar Heraklij je prečkal Bospor na konju na velikem pontonskem mostu leta 638. Vojska Umajadskega kalifata je zgradila pontonski most nad Bosporjem leta 717 med obleganjem Konstantinopla (717-718). Vojska Karla Velikega je zgradila pontonski most na sidranih čolnih, ki so jih povezali za prečkanje Donave med pohodi proti avarskemu kaganatu v 790-ih. Zgradili so tudi dva utrjena pontonska mostova čez Labo leta 789 med pohodom proti slovanskim Veletom. Nemška vojska Otona Velikega je zgradila tri pontonske mostove iz že izdelanih materialov, da so hitro prečkali reko Recknitz v bitki za Raxo leta 955 in odločno zmagali proti slovanskim Obodritom. V nemških otonskih kapitularijih (zakonodajni ali upravni akti frankovskega dvora) iz desetega stoletja so zahtevali, da kraljeva posestva vzdržujejo zanesljiva rečna vozila, ki jih je mogoče zaseči v vojni.
Danska vojska Knuta Velikega je leta 1026 med prečkanjem reke Helge v bitki za Helgeå zgradila pontonski most. Križarji so zgradili pontonski most čez reko Orontes, da bi poskrbeli za oskrbo med obleganjem Antiohije decembra 1097. Po letopisih, so najzgodnejši plavajoči most čez reko Dneper zgradili leta 1115, blizu Vyshhoroda v Kijevski regiji. Češka vojska pod poveljstvom Friderika I., je leta 1157 prečkala Adižo na pontonskem mostu, ki so ga ljudje v Veroni vnaprej zgradili na ukaz nemškega cesarja.
Francoska kraljeva vojska Filipa II. je zgradila pontonski most čez Seno, da je leta 1203 zasegla Les Andelys iz angleškega obleganja v bitki za Château Gaillard. V času pete križarske vojne so križarji zgradili dva pontona mostova čez Nil v bitki pri Damietti (1218-1219), vključno z enim, ki ga je podpiralo 38 čolnov. 27. maja 1234 so križarske sile prešle reko Ochtum v Nemčiji na pontonskem mostu med bojem pri Stedingenu. Imperialna mongolska vojska je leta 1241 zgradila pontonski most v bitki pri Muhiju, da bi napadla madžarsko vojsko. Francoska vojska kralja Ludvika IX. je 21. julija 1242 prešla reko Charente na več pontonskih mostovih med bitko pri Taillebourgu. Ludvik IX. je zgradil pontonski most čez Nil, da bi zagotovil neoviran dostop do vojakov in zalog v začetku marca 1250 v sedmi križarski vojni.
Florentinska vojska je postavila pontonski most čez reko Arno med obleganjem Pise leta 1406. Angleška vojska Johna Talbota, prvega grofa Shrewsburskega, je leta 1450 prečkala reko Oise po pontonskem mostu iz usnjenih posod. Osmanski inženirji so zgradili pontonski most čez Zlati rog med obleganjem Konstantinopla (1453), s pomočjo več kot tisoč sodov. Most je bil dovolj močan za kočije. Osmanska vojska je med obleganjem Rodosa (1480) zgradila pontonski most. Beneški inženirji so zgradili plavajoči most čez Adižo na bitki za Calliano (1487).

### Zgodnje moderno obdobje
Španska vojska je zgradila pontonski most v bitki pri Garigliano (1503). Španska vojska Flandrije pod Alesandrom Farnesejem, vojvodom iz Parme, je zgradila 730-metrski, utrjen pontonski most čez reko Šeldo na obali Antwerpna leta 1584, da je zaprla dostop do mesta. V bitki za Saraighat leta 1671 so Ahomi prešli reko Brahmaputra pri Saraighatu preko improvizirane mostu iz čolnov.
V 1670-ih so Francozi pripravili bakren ponton; od tedaj dalje reke in kanali niso več predstavljali znatno oviro.  V zgodnjem modernem obdobju pontoni prevladujejo v vojnah 18. in 19. stoletja, med katerimi se je umetnost in znanost o pontonskem premoščanju komaj spremenila. Vendar to ni ustavilo vseh inovacij. Leta 1708 je švedska vojska uporabila usnjeni pontonski most, ko je prečkala reko pred bitko pri Holowczynu.
Francoskega generala Jeana Lannesa vojska je zgradila pontonski most, da bi prečkala reko Pad pred bitko pri Montebellu (1800). Napoleonova Grande Armée je veliko uporabljala pontonske mostove v bitkah za Aspern-Essling in Wagram pod nadzorom generala Henrija Gatiena Bertranda. Inženirji generala Jean Baptista Ebléja so postavili štiri pontonske mostove v eni noči čez Dneper med bitko na Smolensk (1812). V hladni vodi so nizozemski inženirji zgradili 100-metrski pontonski most v bitki pri Berezini, da bi Grande Armée omogočili varnost. V polotoški vojni je britanska vojska prevažala "kositrne pontone" , ki so bili lahki in bi jih lahko hitro spremenili v plavajoči most.
Lt Col Charles Pasley iz Kraljevske šole za vojaško inženirstvo v Chathamu Angliji je razvil novo obliko pontona, ki jo je leta 1817 sprejela britanska vojska. Vsak ponton je bil razdeljen na dve polovici in dva koničasta konca sta lahko povezana na mestih s plimovanjem. Vsaka polovica je bila zaprta, kar je zmanjšalo nevarnost pregrevanja, odseki pa so imeli več veznih točk. 
Alternativa, ki jo je predlagal Charles Pasley, je bila sestavljen iz dveh bakrenih kanujev, ki sta bila široka 2 čevlja in 8 čevljev globoka ter dolga 22 čevljev. Baker je bil uporabljen v želji po hitre korozije kositra. Bili so dobri za konjenico, pehoto in lahke topove; posebej privezani pa bi se lahko uporabili tudi za težke topove.
Primerjava pontonov, ki so jih uporabljale različne vojske kaže, da so bili skoraj vsi odprti čolni, iz enega ali več kosov, predvsem leseni, nekateri platneni in zaščiteni z gumo, Belgija pa je uporabljala železen čoln. Amerika je uporabljala cilindre, razdeljene na tri.
Leta 1862 so sile Unije, ki jih je vodil general major Ambrose Burnside, obtičale na napačni strani reke Rappahannock v Fredericksburgju zaradi pomanjkanja prihoda pontonskega vlaka, kar je povzročilo hude izgube. Poročilo o tej nesreči je doseglo Britanijo, ki je oblikovala in usposabljala pontonsko vojsko inženirjev. 
Med ameriško državljansko vojno so bile preizkušene in zavržene različne oblike pontonskih mostov. Leseni pontoni in indijski gumijasti pontoni, oblikovani kot torpedo, so se izkazali za nepraktične, dokler razvoj bombažnega platna ni pokril pontonov, ki so zahtevali več vzdrževanja, vendar so bili lahki in lažji za delo in prevoz. Od leta 1864 se je na široko uporabljala lahka zasnova, imenovana Cumberland Pontoons, sistem zložljivih čolnov, za prevoz vojakov in artilerije čez reke na jugu.
Leta 1872 je vojaški pregled pred kraljico Viktorijo potekal po reki Temzi v Windsorju, Berkshire, kjer je bila reka široka 76 metrov. Most, ki je obsegal 15 pontonov s 14 sidri, je bil končan v 22 minutah. Odstranjen je bil v 34 minutah naslednjega dne.
Britanski Blanshard Pontoon je ostal v britanski rabi do konca 1870-ih, ko ga je zamenjal Bloodov Pontoon. Ta se je vrnil v sistem odprtih čolnov, ki je omogočil uporabo teh, če niso bili potrebni kot pontoni. Nov ponton se je izkazal kot dovolj močan za podporo naloženih slonov in oblegovalnih topov, pa tudi vojaških lokomobil.

## Druga svetovna vojna
Pontonski mostovi so se v veliki meri uporabljali med drugo svetovno vojno, predvsem v evropskem delu operacij. Združene države so bile najpomembnejši uporabnik, sledila je Britanija. 

### Galerija
- Pontonski mostovi v drugi svetovni vojni
- Majhni, lahki napihljivi pontoni na aluminijastih čolnih za kombiniran transport
- Napihljivi pontoni delujejo kot most
- Napihljive pontone vozijo težki 6×6 transporterji
- Težek pontonski most podprt z aluminjastimi pontoni
- Sestavljanje pontonskega mostu
- Pontonski most za pešce, ki ga podpirajo lahki aluminijasti pontoni
- Sestavljanje pontonskega mostu z dvigalom
- Pontonski most za pešce
- Pontonski most za pešce zgrajen iz lahkih aluminijastih pontonov
- Britanska vojska prečka Seno pri Vernonu, Francina 28. avgusta 1944
- Težek pontonski most
- Baileyjev most na pontonih
- Nemški inženirci gradijo pontonski most preko Dnepre v času bitke za Kijev (septembra 1941)
- Nemški inženirci gradijo pontonski most preko reke Prut v času bitke za Uman, julij 1941

## Moderna vojaška uporaba
Pontonske mostove so v prvi polovici 20. stoletja in v obeh svetovnih vojnah obširno uporabljali tako vojske kot civilisti. Leta 1995 sta 502. in 38. inženirska enota 130. inženirske brigade Združenih narodov in 586. Engineer Company iz Ft. Benning GA je kot del IFOR sestavila pontonski most v neugodnih vremenskih razmerah preko Save pri Županji (med Hrvaško in Bosno), s skupno dolžino 620 m. Razstavljen je bil leta 1996.

### Jugoslovanska vojna
V jugoslovanskih vojnah devetdesetih je bil uničen most v Maslenici, julija 1993 pa so hrvaške civilne in vojaške oblasti zgradile kratek pontonski most čez ozko morsko ožino potem ko so ozemlje odvzeli iz Srbske Krajine. Med letoma 1993 in 1995 je ponton služil kot ena izmed dveh operativnih kopenskih povezav do Dalmacije ter hrvaških in bosanskih muslimanskih območij v Bosni in Hercegovini. 

## Napake in nesreče
Most sv. Izaka preko reke Neve v Sankt Peterburgu je doživel dve nesreči, eno naravno, veter leta 1733, nato pa požar leta 1916.
Plavajoči mostovi so občutljivi na slabo vreme, še posebej na močne vetrove. V ZDA v Washingtonu je nekaj najdaljših stalnih plavajočih mostov na svetu, dva sta deloma propadla zaradi močnih vetrov. 
Leta 1979 je bil najdaljši plavajoči most, most preko Hoodovega kanala, podvržen vetrovom 130 km / h, s sunki 190 km / h. Valovi visoki med 3,0-4,6 m so udarili ob strani mostu in v nekaj urah potopili zahodni del dolg 1,2 km. Od takrat je bil obnovljen.
Leta 1990 je bil zaradi obnove zaprt leta 1940 zgrajen Lacey V. Murrow spominski most. Natančneje, odstranjeni so bili pločniki, da bi razširili prometne pasove na standarde, ki jih je določil Interstate Highway System. Inženirji so spoznali, da ne morejo uporabiti vlačilcev za odstranjevanje pločnikov, ne da bi pri tem ogrozili strukturno celovitost celotnega mostu. Kot tak je bil uporabljen način pri katerem so močne curke vode uporabljali za odstranjevanje betona. Voda, uporabljena v tem postopku, je bila začasno shranjena v votlih komorah v pontonih mostu, da bi preprečila kontaminacijo jezera. V tednu dežja in močnih vetrov so bili pontoni dodatno prenapolnjeni z vodo iz nevihte. Preplavljen most se je zlomil in potonil. Most je bil obnovljen leta 1993.
Znani so še številni drugi primeri.